# Unión Atlético Piar
El Unión Atlético Piar fue un club de fútbol de la tercera división del balompié Venezolano, establecido en la ciudad de Aragua de Maturín.

## Historia
El Unión Atlético Piar nace del extinto Unión Deportiva Aragua de Maturín, fundado en el año 2002 y teniendo en los colores amarillo y verde su identidad desde su fundación hasta su desaparición. 
Comenzó su participación en los torneos profesionales de la FVF en el Torneo Aspirantes de Venezuela 2004/05, donde logró un total de 12 puntos, tras 3 victorias, 3 empates y 2 derrotas, culminando en la cuarta posición del Grupo Oriental. Compite nuevamente en el Torneo Aspirantes para la temporada 2005-2006, donde logra la quinta casilla del Grupo Oriental, logrando apenas 3 victorias en 10 partidos. 
Para la temporada 2006-2007, Torneo Aspirantes de Venezuela 2006/07, el nivel del cuadro monaguense mejora considerablemente, logrando ser líder del Grupo Oriental en el Torneo Apertura 2006, permitiéndole esto clasificar al Torneo Clausura 2007, fueron 20 las unidades conseguidas y un total de 25 goles anotados a lo largo del semestre. En el Torneo Clausura 2007, compite en el Grupo Centro-Oriental, donde finaliza en la segunda casilla, a solo 3 puntos de UCV Aragua, a la postre campeón del torneo, logrando el equipo el ascenso a la Segunda División B de Venezuela para la temporada siguiente.

## Paso a la Segunda B
En la Segunda División B Venezolana 2007/08 el equipo mantiene el excelente rendimiento futbolístico: Para el Apertura 2007 logra ser líder del Grupo Centro-Oriental logrando un total de 9 victorias durante el semestre y un total de 31 unidades, lo que le llevó a disputar la final del torneo, enfrentando al líder del Grupo Centro-Occidental, el Deportivo Táchira B en una sede neutral, el resultado fue un 0-3 a favor de los tachirenses. En el Clausura 2008, los Guerreros de Inozua partieron con una bonificación de un punto por haber perdido la final del Torneo Apertura, curiosamente, esa bonificación terminó siendo determinante para el cuadro monaguense, ya que logró el liderato del Grupo Centro-Oriental con 29 puntos, tras 8 victorias, 4 empates y 2 derrotas, superando por un punto a Carabobo Fútbol Club "B", nuevamente podría disputar la final del torneo, esta vez el líder del Grupo Centro-Occidental era Yaracuyanos FC. Tras un parejo compromiso, ambos conjuntos terminaron empatados a 1 gol por lado, se terminó decidiendo por penales 6-5 a favor de Yaracuyanos FC, siendo la segunda final perdida para el Unión Atlético Piar, a pesar de esto, logra el Ascenso a la Segunda División de Venezuela para la temporada siguiente.

## Llegada a la Segunda División
Compite en la Segunda División de Venezuela 2008/09, donde los resultados no fueron tan alentadores como en los pasados torneos: Para el Apertura 2008 termina en la decimocuarta casilla, sumando solo 14 puntos durante el semestre y con 9 derrotas en 15 partidos. En el Clausura 2009, termina en la duodécima casilla, tras sumar 11 puntos, producto de 3 victorias, 2 empates y 9 derrotas; culmina la temporada en la posición 13 de la tabla acumulada, permaneciendo así una temporada más en la categoría. 
Comenzaba la Segunda División Venezolana 2009/10 con el Apertura 2009, donde el rendimiento futbolístico del equipo monaguense siguió siendo muy pobre, culmina último con solo 2 victorias en todo el semestre, sumando apenas 10 unidades y con una diferencia de goles de -25. Mejora levemente su rendimiento para el Clausura 2010, terminando esta vez en la undécima casilla, con 17 puntos, producto de 3 victorias, 8 empates y 4 derrotas; culmina la temporada en la posición 15 de la tabla acumulada, logrando nuevamente quedarse en la categoría para la temporada siguiente.
La Segunda División Venezolana 2010/11 comenzó con el Apertura 2010, donde el cuadro monaguense formó parte del Grupo Centro-Oriental, donde logra la octava posición con un total de 18 puntos, y un total de 16 goles anotados en todo el semestre. Para el Clausura 2011, el desempeño del equipo fue aún más pobre: culminó último de grupo, con solo una victoria en todo el semestre y una enorme diferencia de goles de -32, desciendo nuevamente a la Segunda División B de Venezuela para la siguiente zafra.

## De Regreso a la Segunda B
Tras haber estado 3 temporadas en la Segunda División de Venezuela, el cuadro monaguense toma parte en la Segunda División B Venezolana 2011/12, en el Grupo Oriental. Para el Apertura 2011, siguió teniendo un rendimiento futbolístico pobre, tras culminar en la sexta casilla con 14 unidades, lo que conllevó a jugar el Torneo Nivelación 2012 en la segunda mitad de la temporada. En el Torneo Nivelación 2012, tomó parte del Grupo Oriental con rivales como Maniceros FC de El Tigre, Margarita FC y Libertad Socialista FC; culminó en la quinta casilla de su grupo, logrando  10 puntos y un total de 6 derrotas en 10 compromisos.
El equipo no compitió en la Tercera División de Venezuela la temporada siguiente, tras su desaparición.

## Estadio
El José Rafael "Chael" Leonett, ubicado al norte de Monagas, en Aragua de Maturín, capital del municipio Piar, es el estadio donde realizaba los partidos como local y tiene una capacidad de 5000 espectadores.

## Temporadas en los Torneos Profesionales de FVF
- Torneo Aspirantes: 3 Torneo Aspirantes de Venezuela 2004/05 , Torneo Aspirantes de Venezuela 2005/06 y Torneo Aspirantes de Venezuela 2006/07

- Segunda División B de Venezuela: 2 Segunda División B Venezolana 2007/08 y Segunda División B Venezolana 2011/12

- Segunda División de Venezuela: 3 Segunda División de Venezuela 2008/09 , Segunda División de Venezuela 2009/10 y Segunda División Venezolana 2010/11

- Datos: Q6156927